# Paul Mockapetris

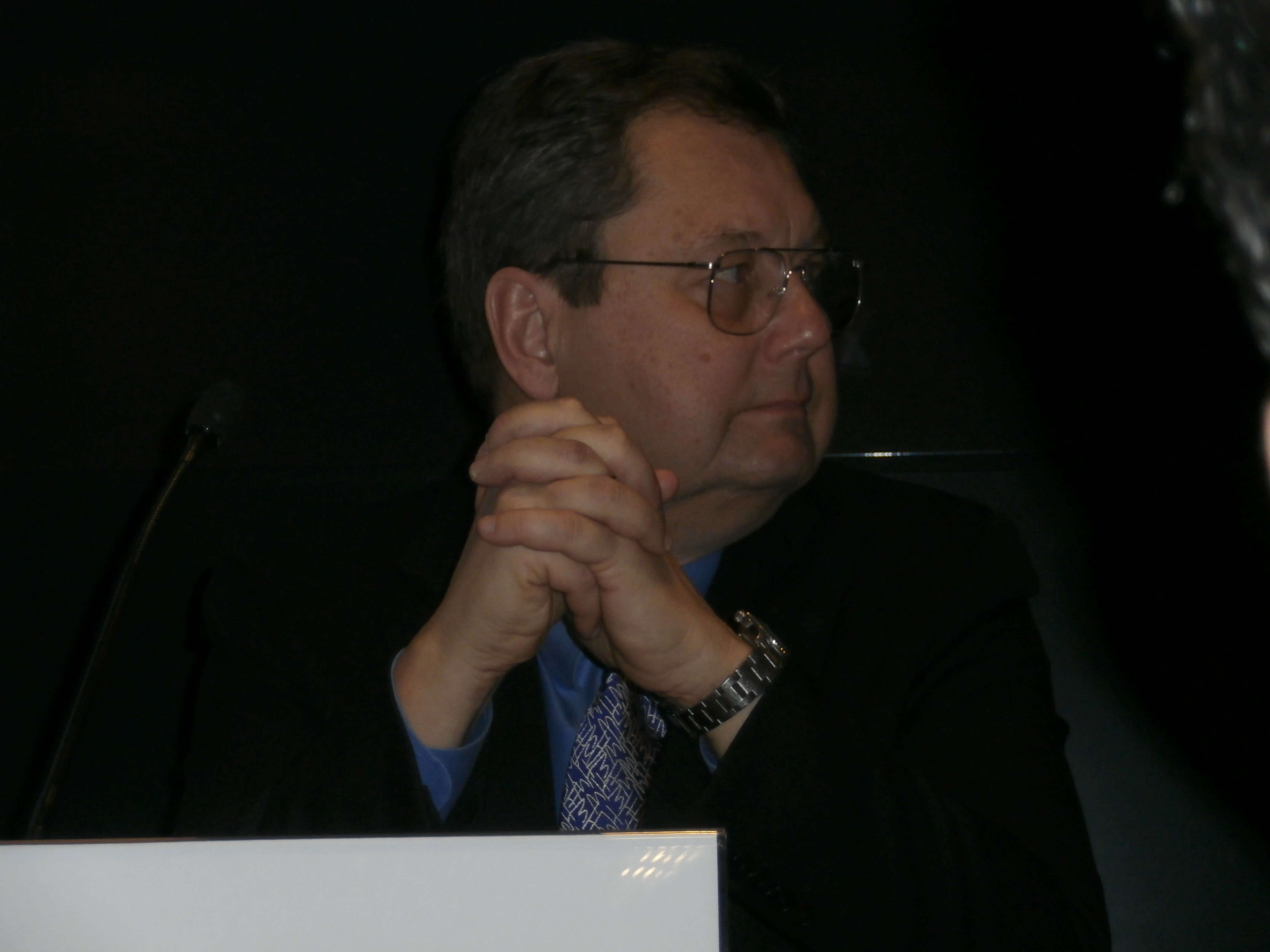
Paul Mockapetris (2013)

Paul V. Mockapetris (* 18. November 1948 in Boston) ist ein US-amerikanischer Informatiker.

## Leben
Er entwarf 1983 das Domain Name System (DNS), dessen Grundzüge in RFC 882 und RFC 883 festgelegt sind. Er sorgte damit für die Ablösung der fehleranfälligen hosts-Datei auf einzelnen Systemen durch ein verteiltes und dynamisches System, das den komfortablen Umgang mit Internet-Adressen ermöglicht, welches heute noch verwendet wird.
Von 1994 bis 1996 war Mockapetris Vorsitzender bei der Internet Engineering Task Force (IETF), nachdem er beim IETF mehrere Arbeitsgruppen geleitet hatte. 1999 nahm er eine Stelle bei der neugegründeten Firma Nominum an, die DNS-Lösungen für große Telekommunikationsfirmen entwickelt. Später war er dort Vorsitzender und Chefwissenschaftler.
2009 gerieten Mockapetris und Nominum in die öffentliche Kritik, als bekannt wurde, dass Nominum die Technologie für das sogenannte Zugangserschwerungsgesetz in Deutschland mittels DNS-Umleitungen implementiert.
Mockapetris wurde der ACM Software System Award 2019 zugesprochen.